# Van Brienenoordbrug
Die Van Brienenoordbrug (auch nur Brienenoordbrug) ist eine Bogenbrücke des Rijksweg A16 in Rotterdam. Sie ist Teil des östlichen Rotterdamer Autobahnrings. Die Brücke, die aus zwei fast identischen, nebeneinander liegenden Bogenbrücken mit Klappbrücken besteht, überquert die Nieuwe Maas, einen der Hauptströme des Rhein-Maas-Deltas. Mit mehr als 250.000 Fahrzeugen ist die auf der Van Brienenoordbrug verlaufende A16 eine der frequenzstärksten Autobahnen in den Niederlanden. Die Brücke verfügt heute über 12 Fahrstreifen sowie einen Fahrrad- und Fußgängerweg. Die 1320 Meter lange Van Brienenoordbrug befindet sich bei Rhein-Kilometer 995,20 und Kilometer 5,84 der niederländischen Wasserstraße 102 (Nieuwe Maas–Nieuwe Waterweg–Maasmond), die bei Kilometer 46,17 in der Nordsee endet.
Die östliche Brücke wurde am 1. Februar 1965 von Königin Juliana eröffnet. Das westliche Bauwerk wurde am 1. Mai 1990 für den Verkehr freigegeben. Die Brücke ist nach der zum Teil darunterliegenden Insel Eiland van Brienenoord benannt. Im Durchschnitt fahren 140.000 Schiffe jährlich unter der Brücke hindurch. Etwa 500 dieser Schiffe sind zu hoch, um die Brücke normal zu passieren, weshalb die drei nebeneinander liegenden Klappbrücken geöffnet werden müssen. Der Prozess dauert 18 Minuten. Davon entfallen jeweils 4 Minuten auf das Öffnen und Schließen. Zehn Minuten dauert in etwa die Durchfahrt des Schiffes. Eine Brückenöffnung muss mindestens drei Stunden vorher bei der Verkehrszentrale von Rijkswaterstaat angefragt werden.
2008 wurde festgestellt, dass sich die Brücke in einem maroden Zustand befindet, weshalb sie in den nächsten zehn Jahren umgehend grundsaniert werden soll.

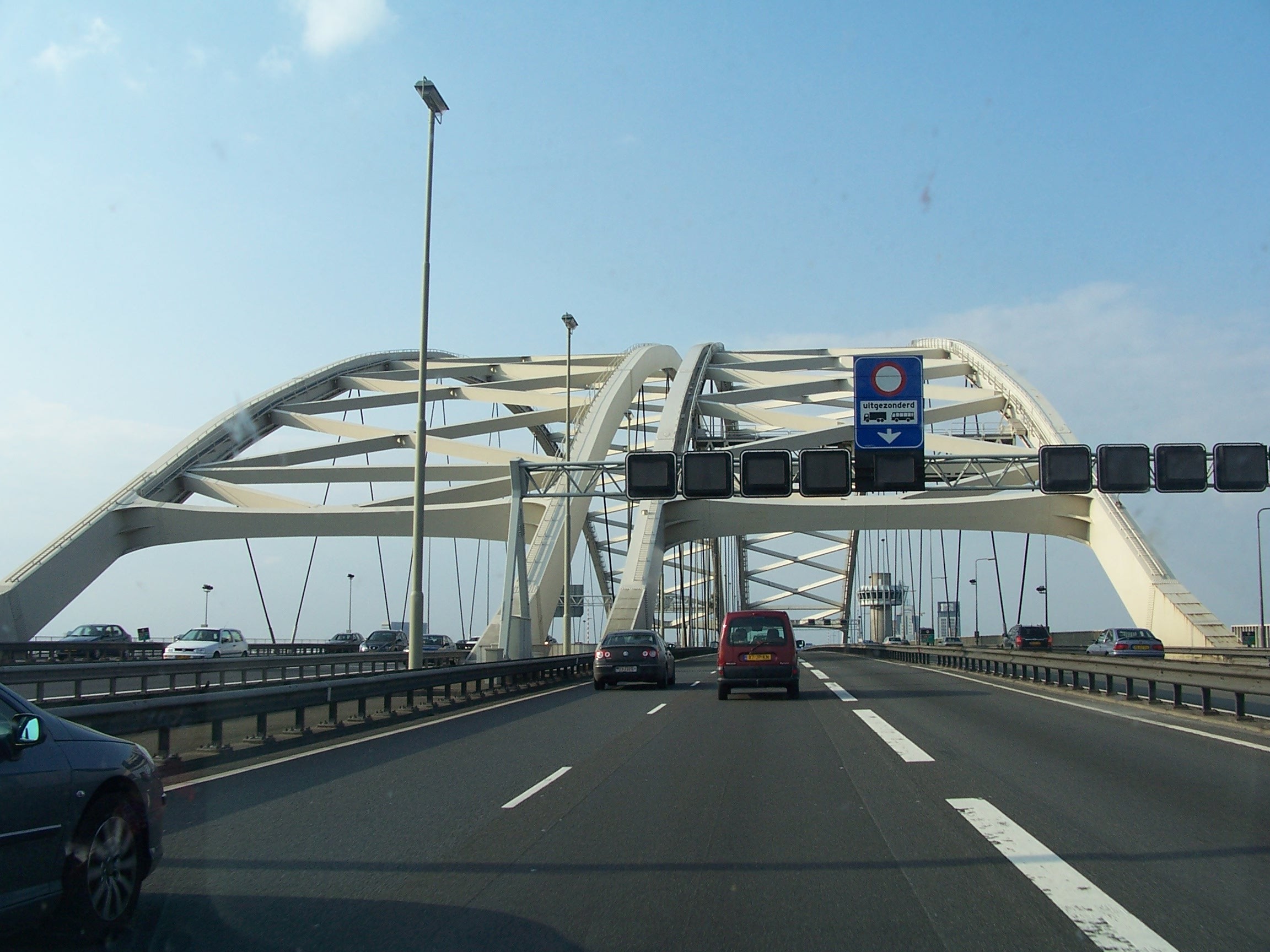
Die Brücke aus Richtung Süden, 2007
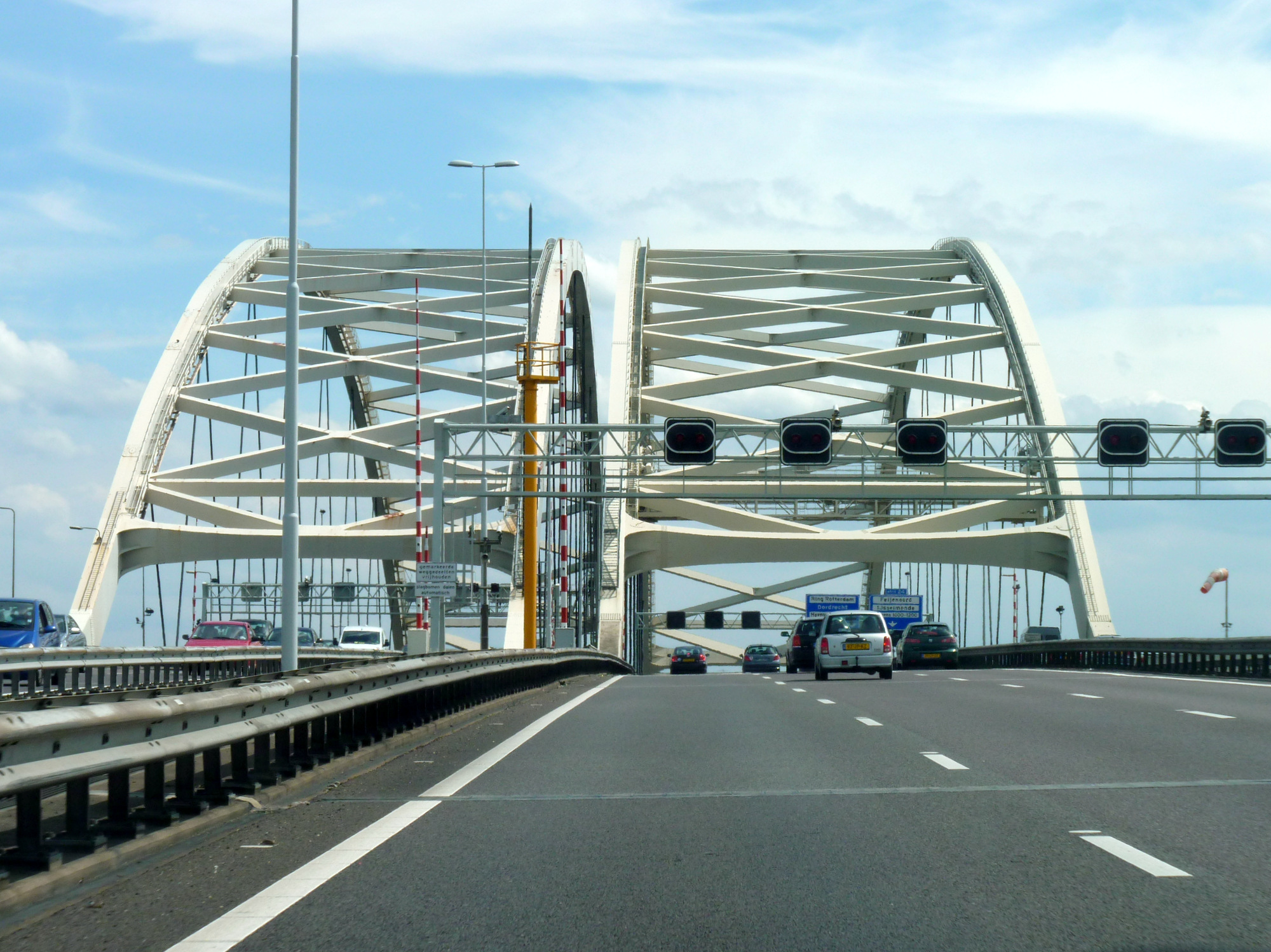
Die Brücke aus Richtung Norden, 2012